# Lake St. Louis (Missouri)
Lake St. Louis é uma cidade localizada no estado americano de Missouri, no Condado de St. Charles.

## Demografia
Segundo o censo americano de 2000, a sua população era de 10.169 habitantes.

## Geografia
De acordo com o United States Census Bureau tem uma área de
21,6 km², dos quais 19,4 km² cobertos por terra e 2,2 km² cobertos por água.

## Localidades na vizinhança
O diagrama seguinte representa as localidades num raio de 12 km ao redor de Lake St. Louis.